# Услуга
У економији и маркетингу, услуге су све оне активности, претежно неопипљивог карактера, које резултују одређеним користима, односно које решавају одређени проблем корисника, и које је корисник спреман директно или индиректно да плати. Примери укључују посао који обављају бербери, лекари, адвокати, механичари, банке, осигуравајућа друштва и тако даље. Јавне услуге су оне које друштво (национална држава, фискална унија или регион) у целини плаћа. Користећи ресурсе, вештину, генијалност и искуство, пружаоци услуга услужују потрошаче. Услуге се могу дефинисати као нематеријална дела или перформансе у којима пружалац услуга пружа вредност потрошачу.

## Обележја услуга
Основна обележја услуга су:
- Неопипљивост
- Недељивост
- Хетерогеност
- Незадрживост

### Нематеријалност
Услуге су по дефиницији нематеријалне. Они нису произведене, превезене или складиштене. Оне се не могу сачувати за будућу употребу. Они се производе и истовремено се конзумирају.

### Покварљивост
Услуге су покварљиве у два погледа:
- Релевантни ресурси, процеси и системи су додељени за испоруку услуга током одређеног временског периода. Ако потрошач услуга не захтева и не конзумира услугу током тог периода, могу се користити сродни ресурси. Из перспективе пружалаца услуга, ово је изгубљена пословна прилика ако није доступна друга употреба за тај ресурс. Примери: фризер служи другог клијента. Празно седиште на авиону не може се испунити након одласка.
- Када је услуга у потпуности испоручена потрошачу, ова конкретна служба неповратно нестаје. Пример: Путник је превезен до одредишта.

Пружалац услуге мора пружити услугу у тачно време потрошње услуга. Услуга се не манифестује у физичком објекту који је независан од пружаоца. Потрошач услуга је такође нераздвојан од пружаоца услуга. Примери: Потрошач услуга мора седети у фризерској столици или у авиону. Сходно томе, фризер или пилот морају бити у берберници или авиону, да пруже услугу.

### Променљивост
Свака услуга је јединствена. Она се никада не може тачно поновити јер су време, локација, околности, услови, тренутне конфигурације и/или додељени ресурси различити за наредну испоруку, чак и ако потрошач захтева исту услугу. Многе услуге се сматрају хетерогеним и обично су модификоване за сваког потрошач услуга или за сваки контекст услуге. Пример: Такси услуга којом превози потрошач услуге од куће до посла разликује се од такси услуга којом се превози исти потрошач услуге са посла до куће - друго време, други смер, вероватно и други таксиста и такси. Често употребљавани термин за то је хетерогеност.

## Квалитет услуге
Масовно стварање и испорука услуга морају бити савладани да би се пружалац услуга проширио. Ово се може посматрати као проблем квалитета услуге. Улази и излази у процесе који укључују пружање услуга су веома варијабилни, као и односи између ових процеса, што отежава одржавање доследног квалитета услуге. Многе услуге укључују променљиву људску активност, а не прецизно одређен процес; изузеци укључују комуналне услуге. Људски фактор је често кључни фактор успеха у пружању услуга. Потражња може да варира у зависности од сезоне, доба дана, пословног циклуса, итд. Доследност је неопходна за стварање трајних пословних односа.

## Спецификација
Свака услуга може бити јасно и потпуно, доследно и концизно специфицирана помоћу стандардних атрибута који су у складу са MECE принципом (енгл. Mutually Exclusive, Collectively Exhaustive).
- Погодности за кориснике услуга – (скуп) погодности које се могу покренути, потрошне и ефективно искористиве за било ког овлашћеног корисника услуга и које се пружају на захтев. Ове предности морају бити описане у терминима који су значајни за потрошаче.
- Функционални параметри специфични за услугу – параметри који су од суштинског значаја за дотичну услугу и који описују важну(е) димензију(е) сервисног окружења, резултат услуге или исход услуге, нпр. да ли путник седи у пролазу или на седишту поред прозора.
- Тачка испоруке услуге – физичка локација и/или логички интерфејс где се користи од услуге пружају потрошачу. У овом тренутку се може проценити припрема за пружање услуга и надгледати и контролисати испорука.
- Број корисника услуга – број потрошача којима је омогућено да користе услугу.
- Време спремности за испоруку услуге – моменти када је услуга доступна и сви наведени елементи услуге доступни на месту испоруке.
- Времена подршке потрошачима услуге – тренуци када је тим за подршку („сервисни пулт“) доступан. Сервисни пулт је јединствена тачка контакта (SPoC) за упите о сервису. У том тренутку, до сервисне службе се може доћи путем уобичајених метода комуникације (телефон, веб, итд.)
- Језик подршке потрошачима услуге – језик(и) који говори сервисна служба.
- Циљ испуњења услуге – обећање провајдера да ће испоручити услугу, изражено као однос броја успешних испорука услуге и броја захтева за услугу од стране једног потрошача или групе потрошача током неког временског периода.
- Трајање умањења услуге – максимално дозвољени интервал између првог појављивања умањења услуге и потпуног наставка и завршетка пружања услуге.
- Трајање пружања услуге – максимално дозвољени период за ефективно пружање свих погодности услуге потрошачу.
- Јединица за пружање услуге – обим/број радњи које чине испоручену услугу. Служи као референтни објекат за цену испоруке услуге, за све трошкове услуге као и за наплату и фактурисање.
- Цена испоруке услуге – износ новца који корисник плаћа да би добио услугу. Типично, цена укључује цену приступа услузи која квалификује потрошача да затражи услугу и цену потрошње услуге за сваку испоручену услугу.

## Испорука
Испорука услуге обично укључује шест фактора:
- Добављач услуга (радници и менаџери)
- Опрема која се користи за пружање услуге (нпр. возила, касе, технички системи, компјутерски системи)
- Физички објекти (нпр. зграде, паркинг, чекаонице)
- Потрошач услуга
- Остали купци на месту испоруке услуге
- Контакт са купцима

Извршење услуге се дефинише као све активности укључене у процес пружања услуге. Неки менаџери услуга користе термин „тренутак истине“ да укажу на тачку извршења услуге у којој су интеракције најинтензивније.
Многи теоретичари пословања посматрају пружање услуга као перформансу или чин (који се понекад духовито назива позорницом, можда у смислу драматургије). Локација испоруке услуге се назива сцена, а објекти који олакшавају процес услуге називају се реквизити. Скрипта је низ понашања која прате они који су укључени, укључујући клијенте. Неке сервисне драме су строго скриптиране, друге су више ад либ. Конгруенција улога се јавља када сваки актер прати сценарио који је у складу са улогама које обављају други актери.
У неким услужним индустријама, посебно у здравству, решавању спорова и социјалним услугама, популаран концепт је идеја о броју случајева, који се односи на укупан број пацијената, клијената, странака или потраживача за које је одговоран запослени. Запослени морају да уравнотеже потребе сваког појединачног случаја са потребама свих осталих тренутних случајева, као и сопственим потребама.
Према енглеском закону, ако је пружалац услуга преваром наведен да пружи услуге непоштеном клијенту, то је прекршај према Закону о крађи из 1978.